# Torrent de Farà
El Torrent de Farà és un afluent per l'esquerra de la Riera de Sanaüja.
Neix a poc mmens de 400 m. al sud-est de la masia de la Melgosa. De direcció predominant cap a les 10 del rellotge, desguassa al seu col·lector aigües amunt del poble de Sanaüja.

## Municipis per on passa
Des del seu naixement, el Torrent de Farà passa successivament pels següents termes municipals.
|                                        | Longitud (en m.) | % del recorregut |
| -------------------------------------- | ---------------- | ---------------- |
| Per l'interior del municipi de Biosca  | 1.099            | 30,47%           |
| Per l'interior del municipi de Sanaüja | 2.508            | 69,53%           |

## Xarxa hidrogràfica
La seva xarxa hidrogràfica està constituïda per 14 cursos fluvials la longitud total dels quals suma 8.391 m.

### Distribució municipal
El conjunt de la xarxa hidrogràfica transcorre pels següents termes municipals: